# FC Barcelona (futsal)
FC Barcelona Futsal to drużyna futsalu będąca częścią klubu FC Barcelona.
FC Barcelona oficjalnie ogłosił powstanie sekcji we wrześniu 1978 roku. Pomimo dobrej gry drużyny, która grając początkowo w trzeciej lidze katalońskiej, awansowała w sezonie 1979/80 do najwyższej klasy rozgrywkowej, rozwiązano ją, aby następnie dokonać reaktywacji 4 lata później. W 1990 roku klub zdobył pierwsze europejskie trofeum pokonując na Palau Blaugrana AS Roma.

## Sukcesy
- 7 Mistrzostwo Hiszpanii: 2010/11, 2011/12, 2012/13, 2018/19, 2020/21, 2021/22, 2022/23
- 7 Puchar Hiszpanii: 2010/11, 2011/2012, 2012/2013, 2018/19, 2019/20, 2021/22, 2023/24
- 8 Puchar Króla Hiszpanii: 1988/89 (nieoficjalny), 2010/11, 2011/2012, 2012/2013, 2013/2014, 2017/18, 2018/19, 2019/20, 2022/23
- 1 Puchar Zdobywców Pucharów: 1989/90
- 11 Puchar Katalonii: 1999/00, 2008/09, 2009/10, 2010/11, 2013/14, 2014/15, 2015/16, 2016/17, 2017/18, 2018/19, 2022/23
- 4 Superpuchar Hiszpanii: 2013/14, 2019, 2022, 2023
- 4 Liga Mistrzów: 2011/12, 2013/14, 2019/20, 2021/22

## Kadra
| Nr               | Kraj       | Imię i nazwisko                                |           |           |           |           |
| Bramkarze        | Bramkarze  | Bramkarze                                      | Bramkarze | Bramkarze | Bramkarze | Bramkarze |
| ---------------- | ---------- | ---------------------------------------------- | --------- | --------- | --------- | --------- |
| 1                | Hiszpania  | Didac Plana Oltra (Dídac Plana)                |           |           |           |           |
| 17               | Hiszpania  | Miquel Feixas de Jesus (Miquel Feixas)         |           |           |           |           |
| 16               | Hiszpania  | Óscar de la Faya de Pedraza (Óscar)            |           |           |           |           |
| Zawodnicy z pola |            |                                                |           |           |           |           |
| 2                | Hiszpania  | Juan Jesús Nazaret Aicardo Collantes (Aicardo) |           |           |           |           |
| 7                | Brazylia   | Dyego Henrique Zuffo (Dyego)                   |           |           |           |           |
| 11               | Brazylia   | Carlos Vagner Gularte Filho (Ferrão)           |           |           |           |           |
| 18               | Brazylia   | Marcenio Ribeiro da Silva (Marcênio)           |           |           |           |           |
| 3                | Brazylia   | Matheus Rodrigues Cézar da Silva (Matheus)     |           |           |           |           |
| 6                | Brazylia   | Daniel Shiraishi Rollemberg (Daniel)           |           |           |           |           |
| 8                | Hiszpania  | Adolfo Fernández Díaz (Adolfo)                 |           |           |           |           |
| 9                | Hiszpania  | Sergio Lozano Martínez (Sergio Lozano)         |           |           |           |           |
| 10               | Rosja      | Leandro Rodrigues Bernardes (Esquerdinha)      |           |           |           |           |
| 13               | Hiszpania  | José Antonio Fernández Castellano (Joselito)   |           |           |           |           |
| 19               | Hiszpania  | Bernat Povill (Povill)                         |           |           |           |           |
| 20               | Brazylia   | Geverson Chaves de Melo Freitas (Ximbinha)     |           |           |           |           |
| 4                | Portugalia | André Coelho (Coelho)                          |           |           |           |           |

## Inne drużyny
- druga drużyna seniorów (Sènior B)
- drużyny  Juvenil A i B
- drużyna Cadet
- drużyna Infantil
- drużyna Aleví